# Tomé Olives Villalonga
Tomé Olives Villalonga (Maó, Menorca, 1972) és un organista i compositor menorquí. Actualment és organista titular de la Catedral de Mallorca i director de l'Escola Municipal de Música de Sant Lluís.
Titulat superior d'orgue, llenguatge musical i composició, la seva formació és deutora de la prestigiosa organista catalana Montserrat Torrent. Posteriorment, perfeccionà estudis d'orgue a Múnic junt amb Klemens Schorr i Wolfgang Hörling i a París amb Marie Clair Alain i Eric Lebrun.
Com a intèrpret d'orgue, a banda de les activitats relacionades amb la titularitat de la S. I. Catedral de Menorca, participa tots els estius dels Matins d'orgue de l'església de Santa Maria de Maó. També ha ofert recitals arreu de l'Espanya i en altres països, principalment europeus encara que també ha actuat a Nova Zelanda i Japó.
Quan a la seva carrera com a compositor, se centra especialment en l'orgue, encara que també compon peces per a cambra, una simfonia (estrenada per l'Orquestra Simfònica de Balears), una Misa de Requiem i la cantata infantil composta entre varis autors Menorgue o la llegenda del Pirata Capità Cromorn i s'Avia Corneta.
Les dues facetes de la seva activitat musical es poden trobar en diversos discs, sovint en col·laboració amb altres músics, com el baríton menorquí Lluís Sintes.

## Discs enregistrats
- Santa María - Maó, Menorca (2001).
- Monosò Vs Monocroma (2004), enregistrat a la S.I. Catedral de Palma.
- Sensacions (2006).
- Ave Maria: Romanticisme sacramental a la Menorca del segle XIX (2009), amb el baríton menorquí Lluís Sintes.